# Pravděpodobnostní prostor
Pravděpodobnostní prostor je v teorii pravděpodobnosti matematický konstrukt, který modeluje procesy v reálném světě, jejichž výsledek nelze předem předpokládat, a o kterých proto říkáme, že jsou náhodné („náhodný jev“ nebo „náhodný pokus“).
Pravděpodobnostní prostor je trojice {\displaystyle (\Omega ,{\mathcal {F}},P)}, jejíž složky jsou:
1. Prostor elementárních jevů {\displaystyle \Omega } – neprázdná množina všech možných výsledků.
2. Množina náhodných jevů (jevové pole nebo jevový prostor) {\displaystyle {\mathcal {F}}} – každý náhodný jev je množina obsahující žádný nebo více výsledků náhodného pokusu.
3. Funkce {\displaystyle P}, která každému náhodnému jevu přiřazuje jeho pravděpodobnost – reálné číslo z intervalu {\displaystyle \langle 0,1\rangle }.

Elementární jev je výsledek jednoho provedení náhodného pokusu. Protože jednotlivé elementární jevy nemusí být pozorovatelné (rozlišitelné) nebo nemusí být známa jejich pravděpodobnost, používají se pro charakterizaci výsledku náhodné jevy, které mohou být složené z více elementárních jevů. Kolekce všech náhodných jevů je sigma algebra (σ-algebra) {\displaystyle {\mathcal {F}}}. Šance, že nastane určitý jev, se udává pomocí pravděpodobnostní míry {\displaystyle P}.
Pravděpodobnostní prostor vždy konstruujeme pro určitý náhodný jev nebo situaci, u které předpokládáme, že množina možných výsledků i jejich pravděpodobnosti jsou stejné. Máme-li definován pravděpodobnostní prostor, předpokládáme, že při každém pokusu „náhoda“ vybere jeden elementární výsledek {\displaystyle \omega } z prostoru elementárních jevů {\displaystyle \Omega }. Pozorujeme, že „nastaly“ všechny výsledky z {\displaystyle {\mathcal {F}}}, které obsahují elementární jev {\displaystyle \omega }, ke kterému došlo (každý náhodný jev je podmnožinou {\displaystyle \Omega }). Výběr provedený náhodou se provádí takovým způsobem že pokud pokus byl opakován nekonečněkrát, relativní frekvence výskytu každého náhodného jevu by se shodovaly s jeho pravděpodobností popsanou funkcí {\displaystyle P}.
Pojem pravděpodobnostní prostor zavedl spolu s jinými axiomy pravděpodobnosti ruský matematik Andrej Nikolajevič Kolmogorov ve 30. letech 20. století. Od té doby byly navrženy i jiné přístupy k axiomatizaci teorie pravděpodobnosti, např. bayesovský přístup, „algebra náhodných proměnných“.